# Hino nacional do Chile
O Hino Nacional do Chile tem letra de Eusebio Lillo, Bernardo de Vera y Pintado e música de Ramón Carnicer.

## Letra
O texto é composto por seis estrofes e um refrão que se interpreta entre cada estrofe. Oficialmente, em todo ato público se interpreta o refrão (escrito por Bernardo de Vera y Pintado) e a quinta estrofe escrita por Eusebio Lillo.

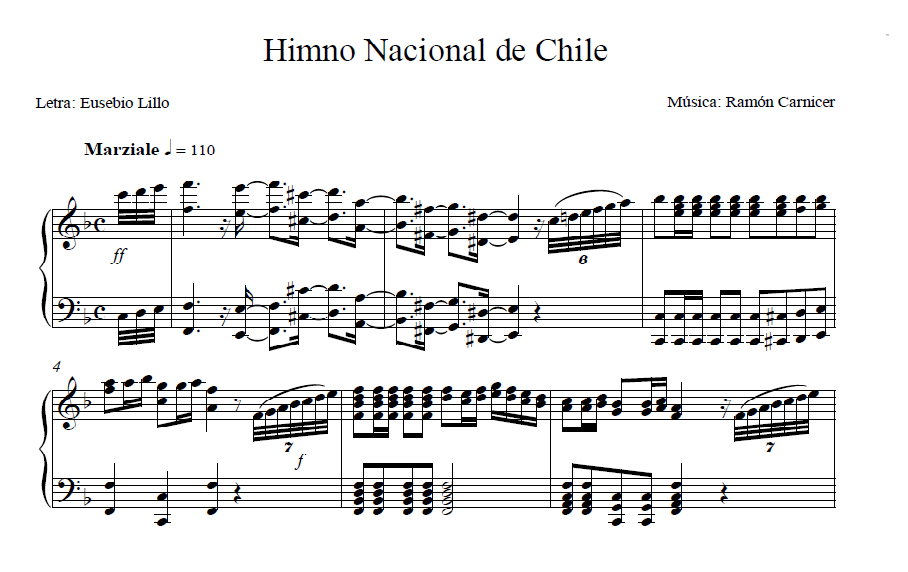
"Hino nacional do Chile".

Dois decretos sancionaram o caráter oficial de hino nacional:
- Decreto Nº 3482 de 12 de agosto de 1909 durante a administração de Pedro Montt Montt.
- Decreto Nº 3737 de 27 de junho de 1941 sob a presidência de Pedro Aguirre Cerda.

## História do hino nacional

### O primeiro hino
O primeiro hino nacional do Chile data de meados de 1819, quando Bernardo O’Higgins encomendou ao poeta chileno-argentino Bernardo de Vera y Pintado a letra do hino que ele desejava para a nova nação. Foi cantado pela primeira vez nas festas de setembro de 1819, utilizando-se a música do hino nacional da Argentina.
Primeiramente, o peruano José Reverte foi procurado para a composição da música, mas sua versão não agradou a Vera y Pintado, razão pela qual o chileno Manuel Robles fez uma nova composição que estreou oficialmente em 20 de agosto de 1820, resultando num êxito imediato.

### A versão definitiva

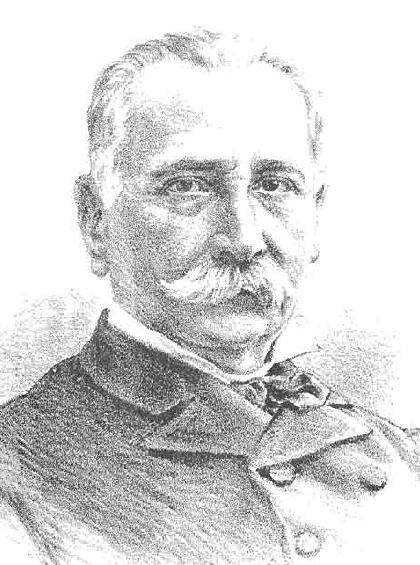
Eusebio Lillo, poeta chileno, criador do Hino Nacional

Esta versão, com a letra de Vera e música de Robles, durou até 1828, quando Mariano Egaña, ministro em Londres, decidiu encomendar uma nova música devido às críticas que recebeu. O novo compositor foi o espanhol Ramón Carnicer, que na época estava exilado por sua oposição do rei da Espanha Fernando VII.
A música manteve o poema de Vera e foi estreado em Santiago, no teatro de Arteaga em 23 de dezembro de 1828, num concerto da Sociedade Filarmônica.
Terminada a luta pela independência e restabelecidas as relações diplomáticas com a Espanha, em 1846 o encarregado de negócios da Espanha no Chile, Salvador Tavira, se opôs a alguns versos de Vera y Pintado por serem injuriosos e hostis à Espanha. Por esse motivo, o governo de Manuel Bulnes Prieto, através de seu ministro do interior Don Manuel Camilo Vidal, encomendou a substituição das estofes ao jovem poeta Eusebio Lillo Robles. As modificações contaram com a aprovação do filólogo Andrés Bello, exceto o refrão:
Libertad, invocando tu nombre,
la chilena y altiva nación
jura libre vivir de tiranos
y de extraña, humillante opresión
Como o refrão foi censurado e Lillo se considerava incapaz de superar o original, ficou-se com o anterior. Texto completo:

### Governo militar e a terceira estrofe
Durante o governo do General Augusto Pinochet foi agregada à versão cantada a terceira estrofe da letra de Eusebio Lillo (Vuestros nombres, valientes soldados..). O fato de cantar ou não esta estrofe se tornou para muitos uma expressão de apoio ou oposição ao governo militar. Em 1990, sob a presidência de Patricio Aylwin, foi restaurada a versão oficial inicial de apenas uma estrofe. Alguns setores, principalmente militares e partidário de Augusto Pinochet, continuam a cantar a terceira estrofe na interpretação do hino em suas reuniões.